# Senatsverwaltung für Verkehr und Betriebe
Die Berliner Senatsverwaltung für Verkehr und Betriebe war eine Fachverwaltung des Berliner Senats im Range eines Landesministeriums und als solches Teil der Landesregierung sowie zuständige oberste Landesbehörde für die Verkehrspolitik in der deutschen Hauptstadt. Sie existierte zuletzt von 1991 bis 1996.

## Geschichte
Im ersten Magistrat von Berlin nach dem Zweiten Weltkrieg waren der Bereich „Verkehr“ durch einen „Stadtrat für Städtischen Verkehr“ und der Bereich „Betriebe“ durch einen „Stadtrat für Städtische Betriebe“ ausgefüllt. Bereits 1946 wurden beide zum „Stadtrat für Verkehr und Versorgungsbetriebe“ zusammengefasst, ab 1949 „Verkehr und Betriebe“ genannt.
Von 1959 bis 1971 war der parteilose Jurist Hans-Georg Urban (* 1910) Senatsdirektor der Senatsverwaltung für Verkehr und Betriebe. Am 6. April 1967 wurde die Senatsverwaltung für Verkehr und Betriebe erstmals aufgelöst. Ihre Geschäftsbereiche wurden auf die Senatsverwaltungen für Bau- und Wohnungswesen, Finanzen, Inneres und Wirtschaft verteilt. Ab dem 25. April 1975 existierte kurzzeitig erneut eine Senatsverwaltung für Verkehr und Betriebe, sie wurde jedoch am 25. März 1976 bereits wieder aufgeteilt. Am 18. April 1985 wurde die Senatsverwaltung für Verkehr und Betriebe aus den Geschäftsbereichen „Verkehr“ der Senatsverwaltung für Wirtschaft und Verkehr und „Betriebe“ der Senatsverwaltung für Arbeit und Betriebe erneut gebildet.
Vom 16. März 1989 bis 24. Januar 1991 war die Senatsverwaltung für Verkehr und Betriebe in die „Senatsverwaltung für Arbeit, Verkehr und Betriebe“ eingegliedert. Am 25. Januar 1996 wurde die Senatsverwaltung für Verkehr und Betriebe dann letztmals aufgeteilt: Der Geschäftsbereich „Verkehr“ wurde in die „Senatsverwaltung für Bauen, Wohnen und Verkehr“, ab 1999 „Senatsverwaltung für Stadtentwicklung“ genannt, und der Geschäftsbereich „Betriebe“ in die Senatsverwaltung für Wirtschaft und Betriebe eingegliedert.